# Grzegorz III Laham
Grzegorz III Laham BS (właśc. Lutfi Laham, ur. 15 grudnia 1933) – duchowny katolickiego Kościoła melchickiego, od 2000 do 2017 patriarcha tego Kościoła – „Patriarcha miast Antiochii, Aleksandrii i Jeruzalem, Cylicji, Syrii, Iberii, Arabii, Mezopotamii, Pentapolis, Etiopii, całego Egiptu i całego Wschodu, Ojciec Ojców, Pasterz Pasterzy, Biskup Biskupów, Trzynasty spośród Świętych Apostołów”.

## Życiorys

### Młodość
Lufti Laham urodził się 15 grudnia 1933 we wsi Darajja (Daraya) koło Damaszku w Syrii. W 1943 wstąpił do seminarium bazylianów salwatorianów w ich klasztorze Świętego Zbawiciela w Szuf (Shouf) koło Sydonu w Libanie. 15 sierpnia 1949 złożył wstępne, a 20 stycznia 1952 – wieczyste śluby zakonne. Następnie studiował filozofię i teologię. Po ukończeniu tego seminarium w 1956 władze zakonne wysłały go na dalsze studia do Rzymu, gdzie studiował teologię w prowadzonym przez jezuitów Papieskim Instytucie Wschodnim w Rzymie. W toku tych studiów 15 lutego 1959 przyjął święcenia kapłańskie w opactwie obrządku greckiego w Grottaferrata. Studia zakończył doktoratem z eklezjologii Kościołów Wschodu.
Po powrocie do Libanu w latach 1961-1969 ksiądz Laham był przełożonym salwatoriańskiego Wyższego Seminarium Świętego Zbawiciela, przeniesionego wówczas do Dżejty (Jeita) koło Bejrutu. W seminarium tym, jak również na Uniwersytecie Świętego Ducha w Kaslik koło Bejrutu, wykładał teologię i liturgię. W 1962 założył pierwszy wydawany po arabsku periodyk zajmujący się zagadnieniami Kościołów Wschodu i ruchu ekumenicznego – „Al-Wahadat” („Jedność w Wierze”). Dzięki temu synod Kościoła melchickiego powołał go na sekretarza swej Komisji Ekumenicznej i Komisji Liturgicznej. W 1972 ksiądz Laham przygotował w Bejrucie wspólną konferencję katolickiego i prawosławnego patriarchatu antiocheńskiego dotyczącą liturgii. Został również członkiem zarządu Zrzeszenia Instytutów Teologicznych Bliskiego Wschodu (Association of Theological Institutes in Middle East, ATIME). Jako powszechnie poważany teolog brał udział w wielu kongresach teologicznych. Między innymi w Niemczech, we Włoszech i w Anglii.
Lutfi Laham, jako ksiądz i później jako biskup, prowadził ożywioną działalność społeczną, wykorzystując do tego struktury swego Kościoła i zakonu. W 1965 założył we wsiach w diecezji Sydonu sieć „ośrodków dla młodych dziewcząt”, udzielających im bieżącej opieki. W 1966, wspólnie z dwoma innymi salwatorianami – Jerzym Kuejterem (Koueiter, Kwaiter) i Salimem Ghazalem, założył w Salije (Salhieh) koło Sydonu „Centrum Opieki nad Chłopcami” – schronisko dla sierot, szkołę handlową dla chłopców i ośrodek pracy z młodzieżą.
W 1974 władze Izraela aresztowały melchickiego arcybiskupa Jerozolimy Hilariona Capucci. Ksiądz Laham został mianowany na jego miejsce zarządcą wikariatu patriarchalnego w Jerozolimie. W latach 1974-1975 doprowadził do końca wiele tamtejszych przedsięwzięć o charakterze gospodarczym, między innymi odnowienie katedry patriarszej, siedziby patriarchatu i schroniska dla pielgrzymów. Założył również ośrodek studiów religijnych, który później przerodził się w zamiejscowy wydział Uniwersytetu Betlejemskiego. W 1976 założył przy tym ośrodku wielojęzyczną Bibliotekę Orientalną, która miała służyć pielgrzymom informacją o Kościołach Wschodu, oraz Fundusz Studencki, wspomagający ubogich studentów. W 1978 założył w Jerozolimie Fundusz Pomocy Rodzinom dla rodzin z biedniejszych zakątków diecezji.

### Wikariusz patriarchalny Jerozolimy
9 września 1981 został wybrany przez synod tytularnym melchickim arcybiskupem Tarsu i mianowany wikariuszem patriarchalnym Jerozolimy (nie będąc jednak biskupem tej diecezji). Chirotonię biskupią otrzymał z rąk ówczesnego patriarchy melchickiego Maksymosa V Hakima 27 listopada tego roku. Jako arcybiskup w Jerozolimie Laham prowadził wiele przedsięwzięć mających na celu pomoc dla jej najbiedniejszych mieszkańców.
W 1986 synod powołał arcybiskupa Lahama na przewodniczącego Synodalnej i Patriarchalnej Komisji Liturgii. Owocem działalności tej komisji było wydanie w 1992 nowej wersji „Anthologion” – melchickiego modlitewnika i „Księgi Liturgii” – melchickiego mszału. Nowe wersje tych ksiąg liturgicznych zostały oczyszczone z naleciałości łacińskich i powracały do grecko-bizantyjskiej tradycji liturgicznej Kościoła melchickiego. W czerwcu 2000 arcybiskup Laham zorganizował w rezydencji patriarchalnej w Jerozolimie spotkanie arcybiskupów katolickich Kościołów tradycji bizantyjskiej poświęcone wspólnym problemom tych Kościołów.

### Patriarcha melchicki
22 listopada 2000 patriarcha Maksymos V Hakim zrezygnował z urzędu ze względu na podeszły wiek (92 lata) i zły stan zdrowia. 29 listopada tego samego roku synod w Rabue (Raboueh, Rabweh) wybrał na jego następcę arcybiskupa Lahama, który przybrał imię Grzegorza III. 5 grudnia 2000 Jan Paweł II udzielił mu communio. Patriarcha Grzegorz III Laham działa na rzecz pokoju między wyznawcami religii na Bliskim Wschodzie i na rzecz zjednoczenia podzielonych Kościołów patriarchatu Antiochii. 4 lutego 2005, wspólnie z prawosławnym patriarchą Antiochii Ignacym IV, poświęcił kościół pod wezwaniem świętych Piotra i Pawła w Dumar w Syrii. Odbył wiele wizyt zagranicznych, między innymi w USA i w Irlandii.
6 maja 2017 papież Franciszek przyjął jego rezygnację z racji podeszłego wieku.
Patriarcha jest Duchowym Protektorem obediencji maltańskiej Rycerskiego i Szpitalnego Zakonu Świętego Łazarza z Jerozolimy oraz Protektorem i Wielkim Mistrzem Patriarchalnego Zakonu Św. Krzyża Jerozolimskiego. Jest Kapelanem Wielkiego Krzyża Świętego Wojskowego Konstantyńskiego Orderu Świętego Jerzego (najstarszego chrześcijańskiego zakonu rycerskiego), którego obecnym wielkim mistrzem jest J.K.W. Ferdynand de Bourbon-Siciles, książę Castro, tytularny Król Obojga Sycylii. Jest również Protektorem Duchowym Zakonu Rycerzy Chrystusa Świątyni Jerozolimskiej (Ordo Militiae Christi Templi Hierosolymitani).
Patriarcha jest autorem wielu publikacji z zakresu teologii i dziedzin pokrewnych, z których najbardziej znane to „Wprowadzenie do obrzędów Kościoła Wschodu i ich symboliki”, „Głos pasterza – duchowość wschodniej liturgii”, „Życie patriarchy Germana Adama”, „Kościół melchicki na Soborze Watykańskim II”. Przetłumaczył także na angielski i niemiecki historię Kościoła melchickiego.